# Joseph Bossé
Pour les articles homonymes, voir Bossé.
Joseph Bossé, né le 14 février 1946 au Tremblay, est un homme politique français.

## Biographie
Responsable agricole de profession, sa carrière politique débute en 1988, en tant que suppléant de Marc Laffineur.
À partir de juillet 2011, à la suite de la nomination de Marc Laffineur au gouvernement, il siège à l'Assemblée nationale.

## Détail des mandats et fonctions
- En tant que responsable agricole
  - Président-fondateur de la CUMA (Coopérative d'Utilisation de Matériel Agricole) du Tremblay en 1977
  - Président cantonal de la FDSEA (Fédération Départementale des Syndicats d'Exploitants Agricoles) du Pouancéen 1983 -1986
  - Président du CRATEAS (Comité Régional d'Action Technique et Economique Agricole du Segréen) de 1986 à 2001.
  - Vice-Président de la Chambre d’Agriculture depuis 2001.
  - Président de l’Etablissement départemental de l’Elevage (EDE) et du secteur Production Animale à la Chambre d’Agriculture.
  - Président de la commission agricole du Comité d’expansion du Segréen depuis 2001.
  - Président de la Fédération Départementale des Groupements de Défense contre les Organismes Nuisibles, en partenariat avec le Conseil Général, les Communes, la Fédération de la Chasse, de la Pêche, des piégeurs et la protection des végétaux.

- En tant qu'homme politique
  - Député de la septième circonscription de Maine-et-Loire de juillet 2011 à juin 2012. Suppléant de Marc Laffineur, Joseph Bossé l'a remplacé durant sa fonction au Gouvernement comme Secrétaire d'État auprès du ministre de la Défense et des Anciens combattants, du 30 juillet 2011 au 17 juin 2012, date à laquelle Marc Laffineur a été réélu.